# 氣體離心法

密封式離心機圖示鈾-238是深藍鈾-235是淺藍.

氣體離心法是一種製造濃縮鈾的機械式方法，用以從天然鈾中將鈾-238分離出鈾-235。離心機是依靠離心力原理運作，可以加速分子以上大小的物質。當圓筒狀物體開始旋轉，六氟化铀氣體就逐一通過各離心筒，逐漸累積純化。氣體離心法是取代早期氣體擴散法的核原料濃縮技術。此方法的最大優點是取得濃縮鈾-235的過程可以比氣體擴散法節省相當多的能量。

## 早期發展
最初在1919年被提出，首次成功於1934年。J.W.Beams和一些助手在維吉尼亞大學研發分開兩種氯同位素利用真空高速離心機的方案。最初曼哈頓計劃放棄用這種方法研發首顆原子彈，但是後來證明此方法更好。

## 如何作用
氣體離心法利用離心力分離鈾的分子，可以用於鈾的氣體或液體。利用高速強行分離鈾-235的原子。铀-238同位素重分子气体比铀-235轻分子气体更容易在圆筒的近壁处得到聚集。在近轴处聚集的气体被导出，并输送到另一台离心机进一步分离。随着氣體（液體）穿过一系列离心机，其铀-235同位素分子被逐渐聚集濃度。通常一個氣體離心廠需要上千組離心機才能濃縮到所需的濃度。

## 氣體離心原理

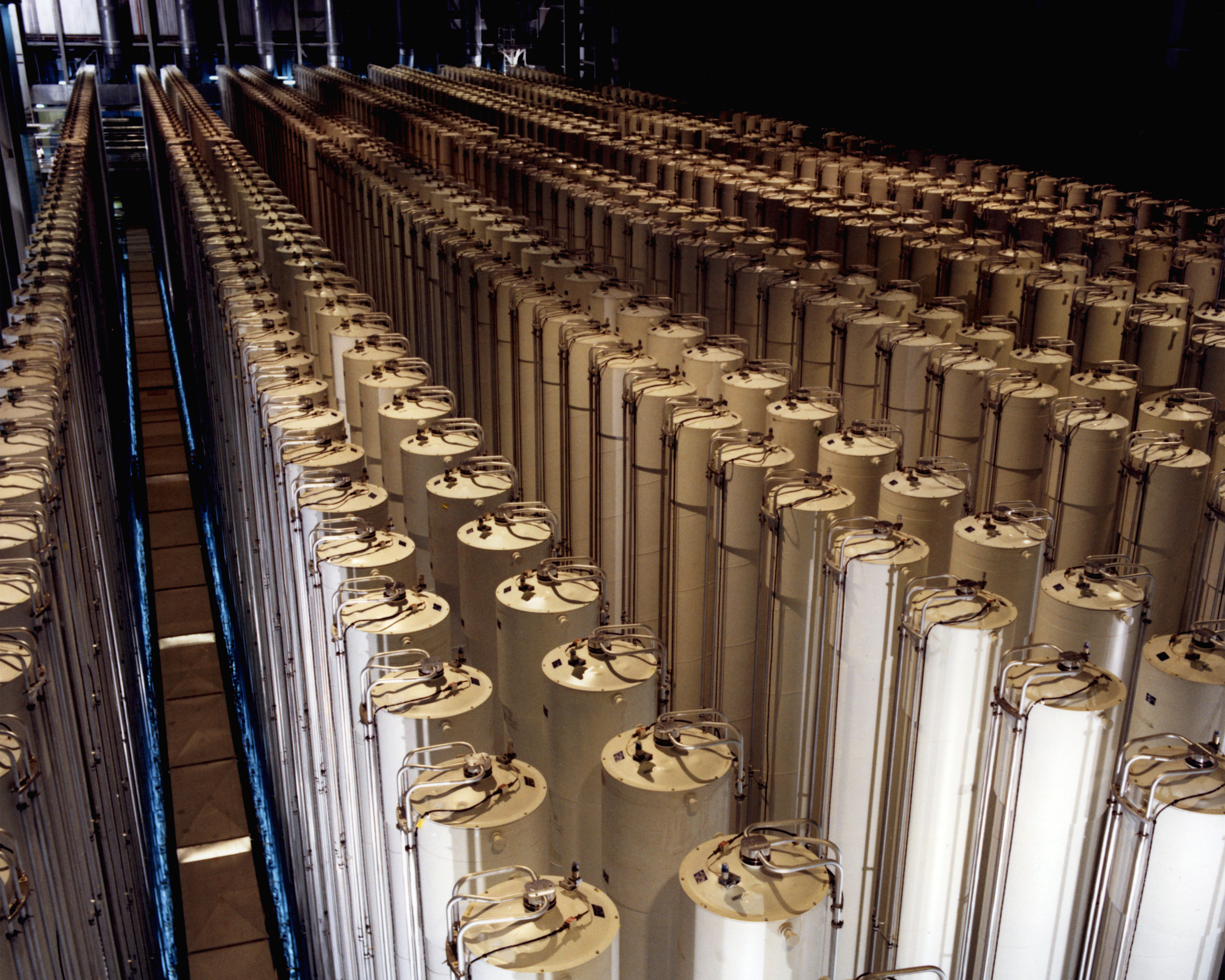
美國濃縮鈾廠的離心機

氣體離心法使用獨特設計的離心機使氣體或液體能不間斷的在各離心筒中流動。不同於其他工業用的離心法需要批量處理，此設備可以連續運轉加工「鈾流」，也因為需要極多個離心筒才能把鈾濃縮到武器用程度，鈾也具有放射性不同於其他工業產品所以有此設計。
一組氣體離心機單元組成有：筒狀旋轉槽，套管，電動馬達，三條物質流動用管線。設計中有一圈套管套住整台離心機。防止有任何物體流出噴出傷害到工作人員。筒狀旋轉槽定位在套管正中心，可以隔離任何空氣。電動馬達持續旋轉，施加離心力在筒中的任何物質上。
外部有兩條輸出管線，一條在離心機上部一條在下部。輕分子將從上方管線被抽出；重分子將從下方管線被抽出。輸出管線可以把濃縮過的鈾傳送到下一個離心機組繼續濃縮。

### 公式（SWU）
離心機單元（SWU）的測量標準質量單位（公制單位公斤-SWU）。必須達成下列公式效果：
SWU = WV(xw) + PV (xp) – FV (xf)
代數：
W = 消耗質量（xw）
P = 產出質量（xp）
F = 輸入質量（xf）
V(x) = (1-2x)ln((1-x)/x)

## 外部連結
- Annotated bibliography on the gas centrifuge from the Alsos Digital Library
- History of the Centrifuge （页面存档备份，存于）